# Keisean Nixon
Keisean Nixon (Los Angeles, 22 giugno 1997) è un giocatore di football americano statunitense che milita nel ruolo di cornerback per i Green Bay Packers della National Football League (NFL).

## Carriera

### Oakland/Las Vegas Raiders
Nixon firmò con gli Oakland Raiders dopo non essere stato scelto nel Draft il 27 aprile 2019. Debuttò nella NFL il 19 settembre 2019 contro i Denver Broncos. La sua stagione da rookie si concluse con 12 tackle, un passaggio deviato e tre kickoff ritornati per 63 yard in 14 partite.
Il 2 settembre 2021 Nixon fu inserito in lista infortunati. Tornò nel roster attivo il 9 ottobre.

### Green Bay Packers
Nixon firmò con i Green Bay Packers il 26 marzo 2022. Il 25 settembre 2022, nella sua seconda partita nel roster attivo dei Packers, fece registrare 7 placcaggi e un fumble forzato nella vittoria sui Tampa Bay Buccaneers. Utilizzato principalmente come kick returner nella stagione 2022, Nixon ritornò un kickoff per 105 yard nel suo primo touchdown contro i Minnesota Vikings il 1º gennaio 2023. Tale marcatura spostò l'inerzia della partita in favore dei Packers che vinsero 41-17. Per questa prestazione fu premiato come miglior giocatore degli special team della NFC della settimana. La sua annata si concluse guidando la NFL in yard su ritorno di kickoff, venendo inserito nel First-team All-Pro.
Il 13 marzo 2023 Nixon firmò con i Packers un rinnovo di un anno del valore massimo di 6 milioni di dollari. A fine anno guidò la NFL in ritorni totali (30), yard su ritorno (782) e yard medie per ritorno (26,1), venendo inserito di nuovo nel First-team All-Pro. Nel primo turno di playoff mise a segno un sack su Dak Prescott nella vittoria sui Dallas Cowboys numeri 2 del tabellone.

## Palmarès
- First-team All-Pro: 2

2022, 2023
- Giocatore degli special team della NFC della settimana: 1

17ª del 2022

## Famiglia
Nixon è il nipote del rapper Snoop Dogg.